# Attacus atlas
La mariposa atlas (Attacus atlas) es una especie de lepidóptero ditrisio de la familia Saturniidae. Es el representante de mayor tamaño de la familia y la polilla más grande del mundo teniendo en cuenta el área total de sus alas (más de 160 cm²). La envergadura de sus alas también está dentro de las más grandes, de 25 a 30 cm. Los especímenes femeninos son más grandes y más fuertes que los masculinos. El lepidóptero de mayor envergadura es el diablo blanco (Thysania agrippina). 
Habita en los bosques tropicales del sureste de Asia, el sur de China, pasando por el archipiélago malayo hasta Indonesia. En la India, las polillas atlas son criadas por la seda en proporciones no comerciales. 
Nada más nacer comienza su apareamiento. Esta especie además, tiene la particularidad de que sólo se alimenta durante su etapa larval por lo que una vez que nace, su esperanza de vida ronda los 5 días. Esto sucede principalmente porque carece de cavidad bucal por donde alimentarse. 

## Etimología
Su nombre científico deriva del nombre del titán Atlas de la mitología griega. En Hong Kong, en idioma cantonés, su nombre común se traduce como "mariposa cabeza de serpiente", en referencia a las puntas de sus alas que asemejan a la cabeza de una cobra.

## Descripción
Con una envergadura de 25 a 30 centímetros (9,8 a 11,8 plg), estas mariposas se encuentran entre las más grandes conocidas y, con 400 cm², poseen la mayor superficie alar de los lepidópteros. Las hembras son más grandes que los machos. Las alas anteriores y posteriores presentan marcas similares. Sus cuerpos son peludos y desproporcionadamente pequeños en comparación con sus alas. Los patrones y la coloración varían entre las numerosas subespecies descritas. Los machos de polillas atlas se distinguen de las hembras por su menor tamaño, alas más afiladas y antenas más grandes y tupidas. Ninguno de los dos sexos posee piezas bucales completamente formadas y, por lo tanto, no se alimentan; sobreviven exclusivamente con las reservas de grasa larvaria durante su vida adulta de una a dos semanas.
Las polillas atlas son predominantemente de color leonado a marrón amarillento y rojizo. En el centro de las cuatro alas, de color marrón, se encuentra una mancha triangular característica, sin escamas y, por lo tanto, hialino-translúcida, con bordes negros. La función de estos portales dramáticos y diáfanos no está clara, pero se cree que desempeñan un papel en la evasión de depredadores. En la costa del ala, hacia esta mancha puede haber otra mancha más pequeña, que puede estar conectada a la línea transversal exterior. El centro de las alas está bordeado proximal y basalmente por líneas transversales negras, blancas, rosadas y gris violáceas. 
Las alas son muy anchas, las puntas amarillentas de las alas anteriores están muy extendidas y tienen una forma roma de hoz. Algunos expertos suponen que las puntas curvadas de las alas imitan a las cabezas de serpiente de perfil y, por lo tanto, podrían disuadir a los depredadores. La parte inferior de las alas tiene un color similar al de la parte superior, pero más pálido. Los machos tienen antenas cortas y con plumas largas, mientras que las hembras tienen plumas más cortas. Las piezas bucales de las mariposas son vestigiales.
| Holometabolismo (complete metamorphosis) | Holometabolismo (complete metamorphosis) | Holometabolismo (complete metamorphosis) | Holometabolismo (complete metamorphosis) | Holometabolismo (complete metamorphosis) |
| ---------------------------------------- | ---------------------------------------- | ---------------------------------------- | ---------------------------------------- | ---------------------------------------- |
|                                          |                                          |                                          |                                          |                                          |
| Huevo                                    | Larva (3rd instar)                       | Pupa dentro de su cocuyo                 | Emergiendo de su pupa                    | Imago                                    |

### Huevos
Una vez apareada, la hembra pone varios huevos esféricos de 2,5 mm de diámetro en el envés de las hojas de las plantas alimenticias. Curiosamente, las polillas Atlas también son capaces de partenogénesis: cualquier huevo no fertilizado puesto por una hembra se convertirá en macho.

### Larva
Después de aproximadamente dos semanas, las orugas, de color verde polvoriento, eclosionan y se alimentan de la cáscara de sus propios huevos y luego del follaje de los árboles de cítricos, canela, guayaba y árboles de hoja perenne. Las orugas pueden crecer hasta 11,5 cm (4,5 plg) de longitud y 2,5 cm (1 plg). Tienen espinas blancas, cerosas y carnosas a lo largo del dorso, cubiertas de una sustancia blanca cerosa, que se hacen más prominentes en estadios posteriores. En el último segmento abdominal, junto a las propatas, hay una gran mancha verde rodeada de un anillo color naranja.
Tras alcanzar una longitud de unos 115 milímetros (4,5 plg), las orugas pupan dentro de crisálidas papiráceas con aroma a hojas secas. Las polillas adultas emergen al cabo de unas cuatro semanas.

### Crisálida
Después de alcanzar una longitud de aproximadamente 11,5 cm (4,5 plg), las orugas pupan. Tejen un capullo de papel de unos 7-8 cm de largo, entretejido con hojas secas, que se sujeta a una ramita con una hebra de seda. Las polillas adultas emergen del capullo después de aproximadamente cuatro semanas, dependiendo de las condiciones ambientales.

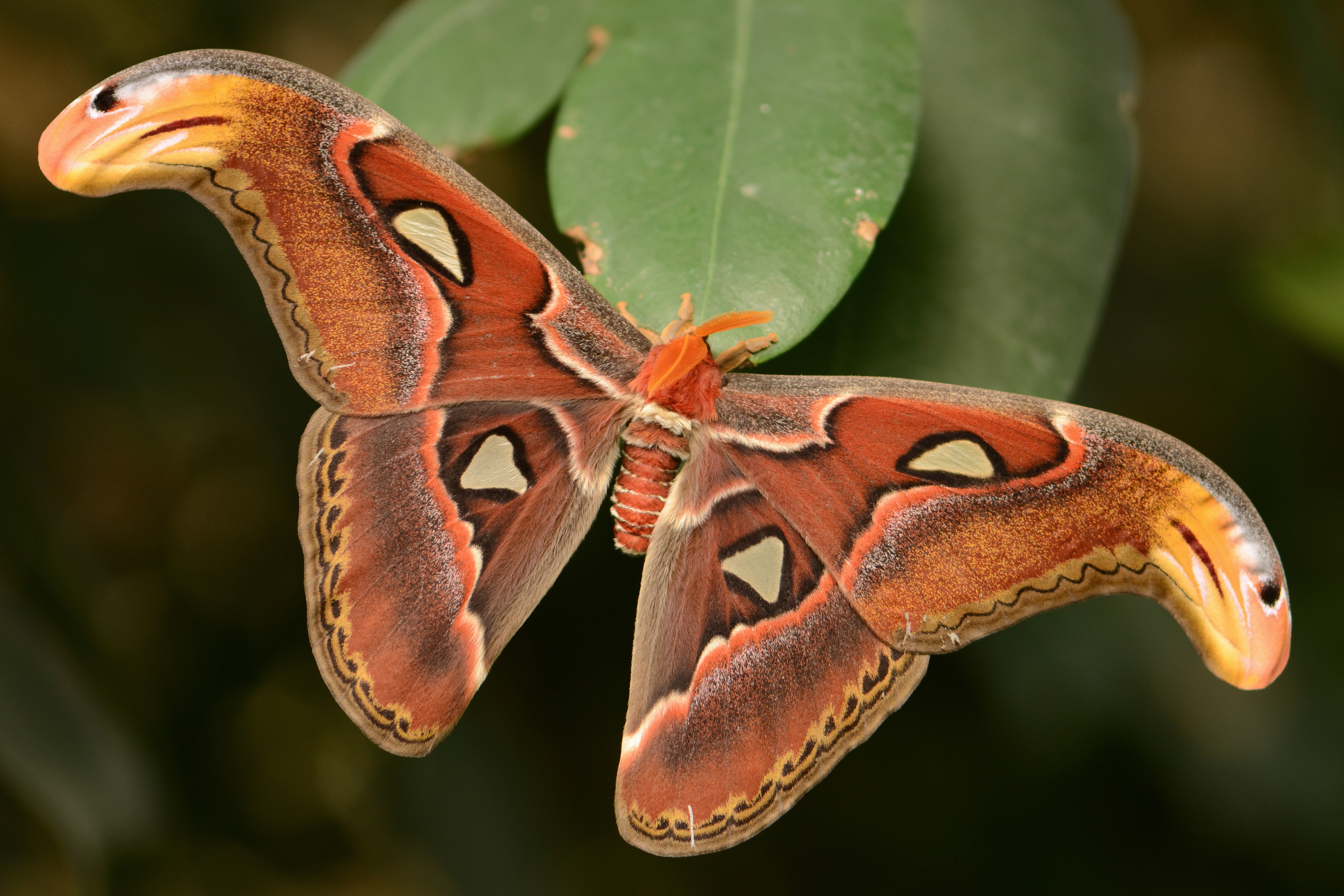
Polilla Atlas macho

### Hormonas

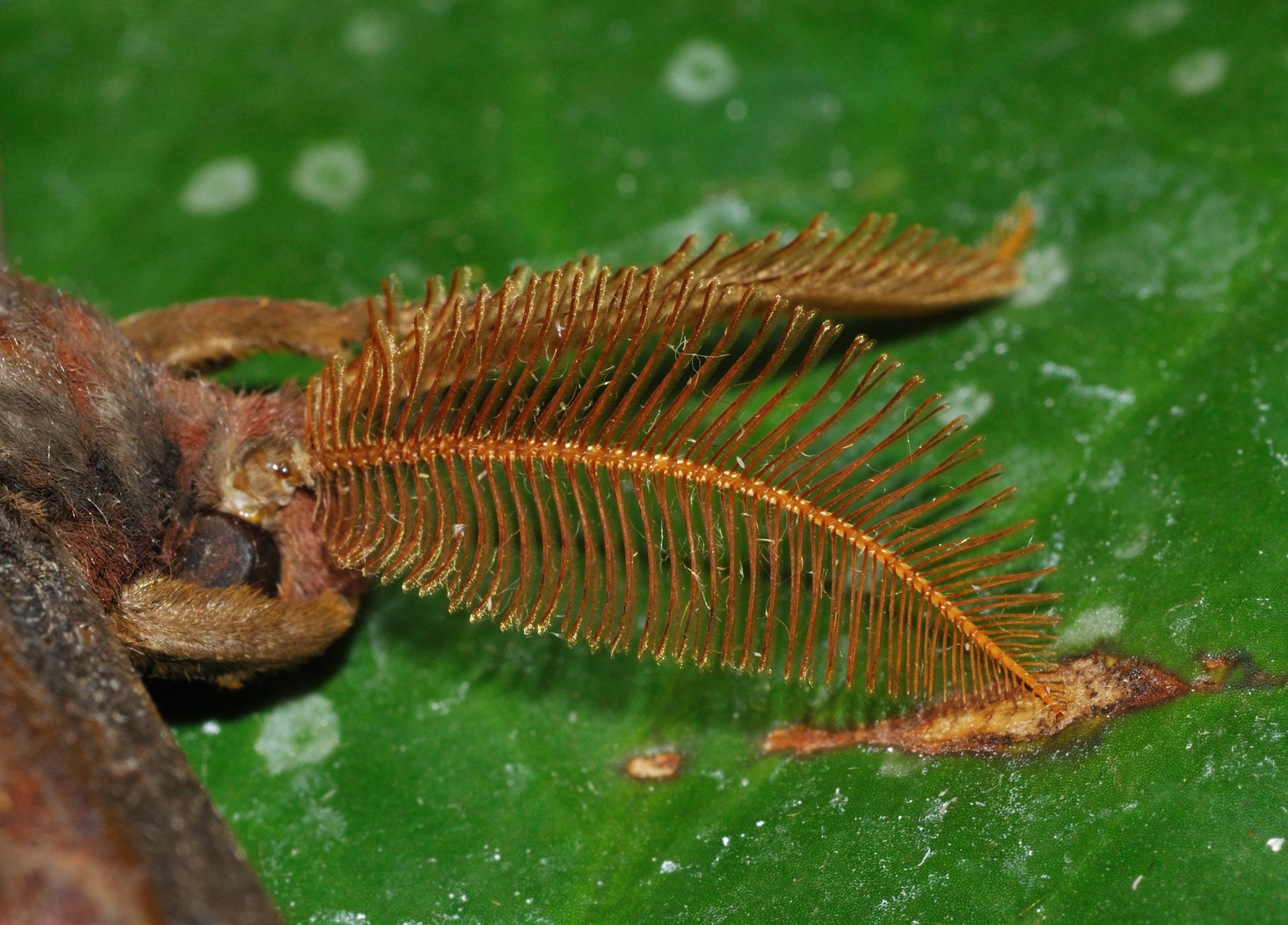
Detalle de la cabeza de un imago de polilla atlas macho, que muestra las grandes antenas con forma de pluma.

Las polillas hembras liberan feromonas a través de una glándula en el extremo del abdomen para atraer a su pareja. Estas permanecen cerca de sus capullos desechados, buscando un lugar donde las corrientes de aire distribuyan mejor sus feromonas. Los machos pueden detectar y localizar estas feromonas a varios kilómetros de distancia mediante quimiorreceptores ubicados en sus antenas plumosas.
Los machos adultos de la polilla A. atlas producen hormonas juveniles I y II, siendo la tipo II la forma predominante. Producen estas hormonas en niveles significativamente más altos que en las hembras, lo que resalta el dimorfismo sexual en la producción de hormonas.
La parte superior de las alas es de color marrón rojizo con un patrón de líneas negras, blancas, rosadas y moradas. Cada una de las cuatro alas presenta ventanas triangulares sin escamas, bordeadas de negro. La parte inferior de las alas es más pálida. Las puntas de ambas alas anteriores presentan extensiones prominentes que se asemejan a la cabeza de una serpiente. El parecido se acentúa por los movimientos de las alas cuando la polilla se enfrenta a posibles depredadores.

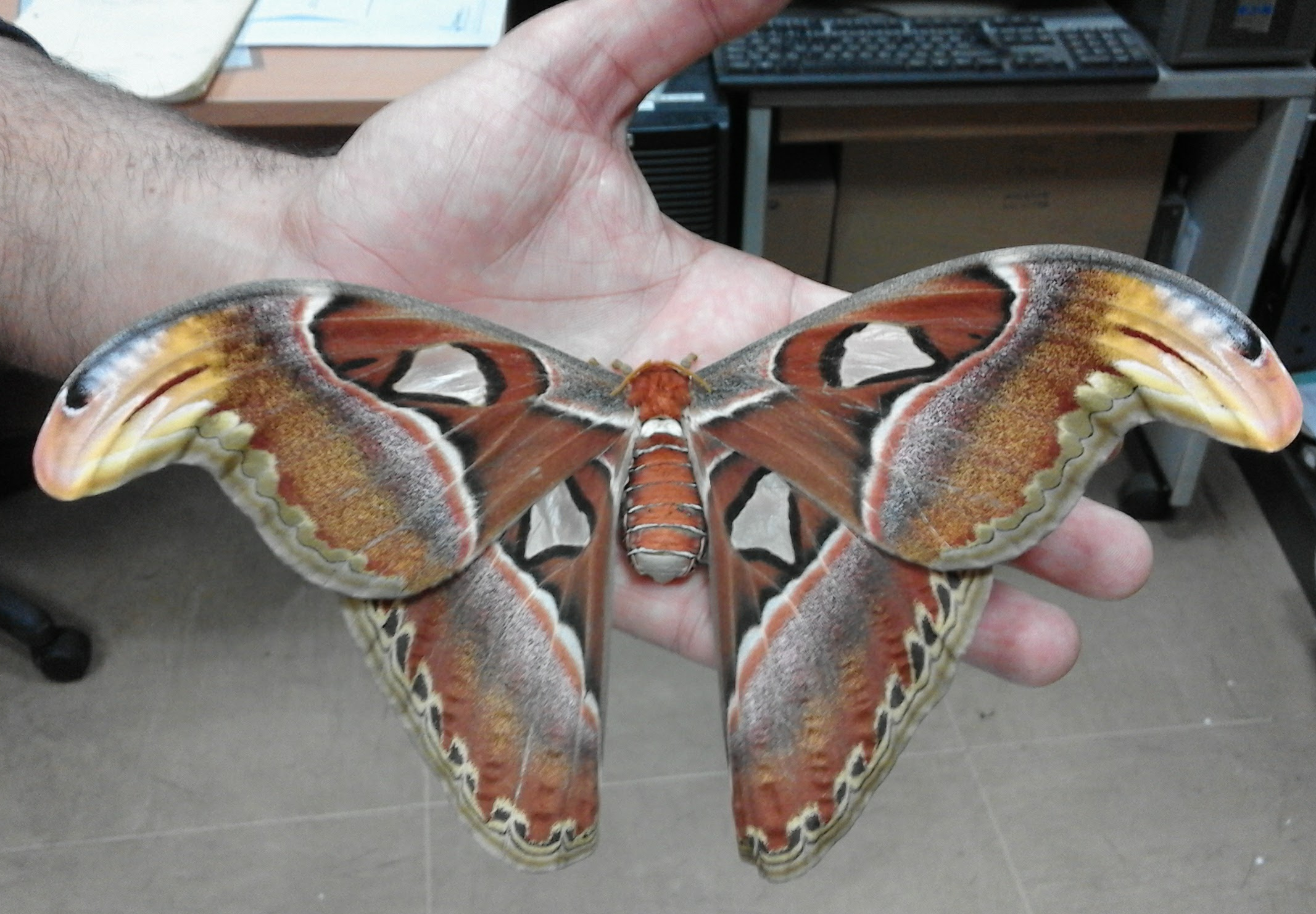
Polilla Atlas comparada con la mano humana

La polilla Atlas posee una probóscide vestigial muy corta, y no come una vez que emerge del capullo, ya que depende de la grasa almacenada para obtener energía. Cada vuelo consume energía valiosa y puede restarle días a su ya corta vida, de tan solo una o dos semanas. Conservan energía volando lo menos posible. La hembra esperará a que llegue un macho para ser fecundada, pondrá huevos y morirá.

### Seda
Aun cuando se conoce muy poco sobre la biología de la seda de esta oruga, el capullo producido es similar al capullo eri en la naturaleza y se hila fácilmente. El color de este hilo de seda se asemeja al de la seda hilada tussar. 
A diferencia de la seda producida por el gusano de seda (Bombyx mori), la seda de la oruga de la mariposa atlas es secretada en hilos no continuos. Esta seda (llamada "fagara") de color café y parecida a la lana es apreciada por su gran durabilidad. En Taiwán, las crisálidas de la polilla atlas se  emplean para hacer carteras. Durante la época del Porfiriato fueron llevadas a Veracruz, donde los curanderos las usaban quemadas para quitar el dolor de espalda.
Se está investigando si la seda de la polilla Atlas puede utilizarse como sustituto de las sedas comunes. La calidad de los capullos, más pesados, las condiciones de crianza menos restrictivas y las propiedades de las fibras convierten la seda producida por la polilla Atlas en una posible alternativa a las sedas comunes. Un estudio concluyó que las fibras de seda de la polilla Atlas presentaban una densidad celular y un crecimiento aproximadamente un 80 % superiores a las de la polilla de seda.

## Ciclo de vida
Debido a que las polillas no pueden alimentarse, tienen una corta esperanza de vida de aproximadamente dos semanas en la etapa de imago. Las polillas adultas son voladoras débiles e inestables. Para conservar energía, descansan durante el día y vuelan de noche. Al carecer de piezas bucales completamente formadas, las polillas adultas no pueden alimentarse, subsistiendo únicamente de las reservas de grasa acumuladas durante la etapa larvaria. Como resultado, viven solo unos días, durante los cuales su único objetivo es buscar pareja. Las polillas pueden encontrarse en vuelo durante todo el año, pero son más abundantes entre noviembre y enero.
Las hembras son sexualmente pasivas y liberan potentes feromonas que los machos detectan y buscan con la ayuda de quimiorreceptores ubicados en sus grandes antenas plumosas. Por lo tanto, los machos pueden ser atraídos desde varios kilómetros a favor del viento. Las polillas Atlas son voladoras inestables y la hembra no se aleja mucho del lugar donde ha dejado su crisálida: busca una percha donde las corrientes de aire distribuyan mejor sus feromonas.

### Dieta
Las orugas se alimentan de diversas plantas, como Muntingia calabura, guanábana, canela de Ceilán, rambután, guayaba y cítricos. La Terminalia catappa se probó como planta hospedante para mejorar su reproducción. La polilla ataca flor de ylang-ylang en las Filipinas.

## Distribución
El hábitat del A. atlas constituye principalmente bosques tropicales secos y subtropicales, bosques secundarios y praderas y matorrales de montaña en Asia del Sur, Asia Oriental y el Sudeste Asiático, incluido Borneo, la India y las islas japonesas del Distrito de Yaeyama (Okinawa) (Ishigaki, Iriomote, Yonaguni). Su área de distribución se extiende hasta Tailandia, Indonesia y Malasia, incluyendo zonas como el archipiélago malayo y las Filipinas. Se ha descrito en países como Nepal, el Noreste de India, Bangladés, Bután, Laos, Camboya, Vietnam y la isla de Taiwán.

## Especies similares
El término "polilla atlas" a veces se usa erróneamente como nombre para cualquier especie del género Attacus, del cual existen más de 20 especies y subespecies. Attacus taprobanis nativa del sur de la India y Sri Lanka es muy similar en morfología a Attacus atlas, que es de distribución mucho más amplia. En el pasado, se consideraba una subespecie de A. atlas. Algunas especies del Nuevo Mundo pueden confundirse con polillas atlas, específicamente miembros del género Rothschildia. Es muy similar en apariencia a la polilla atlas asiática, Rothschildia aurota, uno de los miembros más grandes de su género y un pariente neotropical.